# Hospital Nossa Senhora das Dores
O Hospital Nossa Senhora das Dores (HNSD), é um hospital localizado no bairro Penha, em Itabira, no estado de Minas Gerais. Foi construído pela Irmandade Nossa Senhora das Dores em 1867, e administrado pelas próprias freiras da irmandade. É o hospital mais estruturado de Itabira, devido a massivos investimentos financeiros na instituição. É considerado um hospital de referência regional em  traumatologia, maternidade e hemodiálise.
É um hospital particular filantrópico, ainda pertencente à irmandade. Anexado ao hospital existe o Pronto Socorro Municipal de Itabira, mantido pela prefeitura que atende toda a região, inclusive até cidades que não pertencem à mesorregião. O hospital recebe doações ocasionais da Vale, principal empresa da região.
O HNSD atende grande número de pacientes do SUS, devido a maior quantidade de leitos destinados para esse fim. Possui uma grande maternidade, centro de hemodiálise, banco de sangue, banco de órgãos, centro cirúrgico e UTI, e inaugurou, em outubro de 2021, expansão da ala materno-infantil e criação de uma ala de saúde da mulher.